# Аннаберг-Бухгольц
Аннаберг-Бухгольц (нім. Annaberg-Buchholz) — місто у Німеччині, районний центр, розташований у землі Саксонія. Підпорядкований адміністративному округу Хемніц. Районний центр району Рудні Гори.
Площа — 27,70 км2. Населення становить 19 393 ос. (станом на 31 грудня 2020). Офіційний код — 14 1 71 010.
Місто поділяється на 5 міських районів.

## Відомі люди
Померли
- Адам Різе (1492—1559) — німецький математик

## Галерея

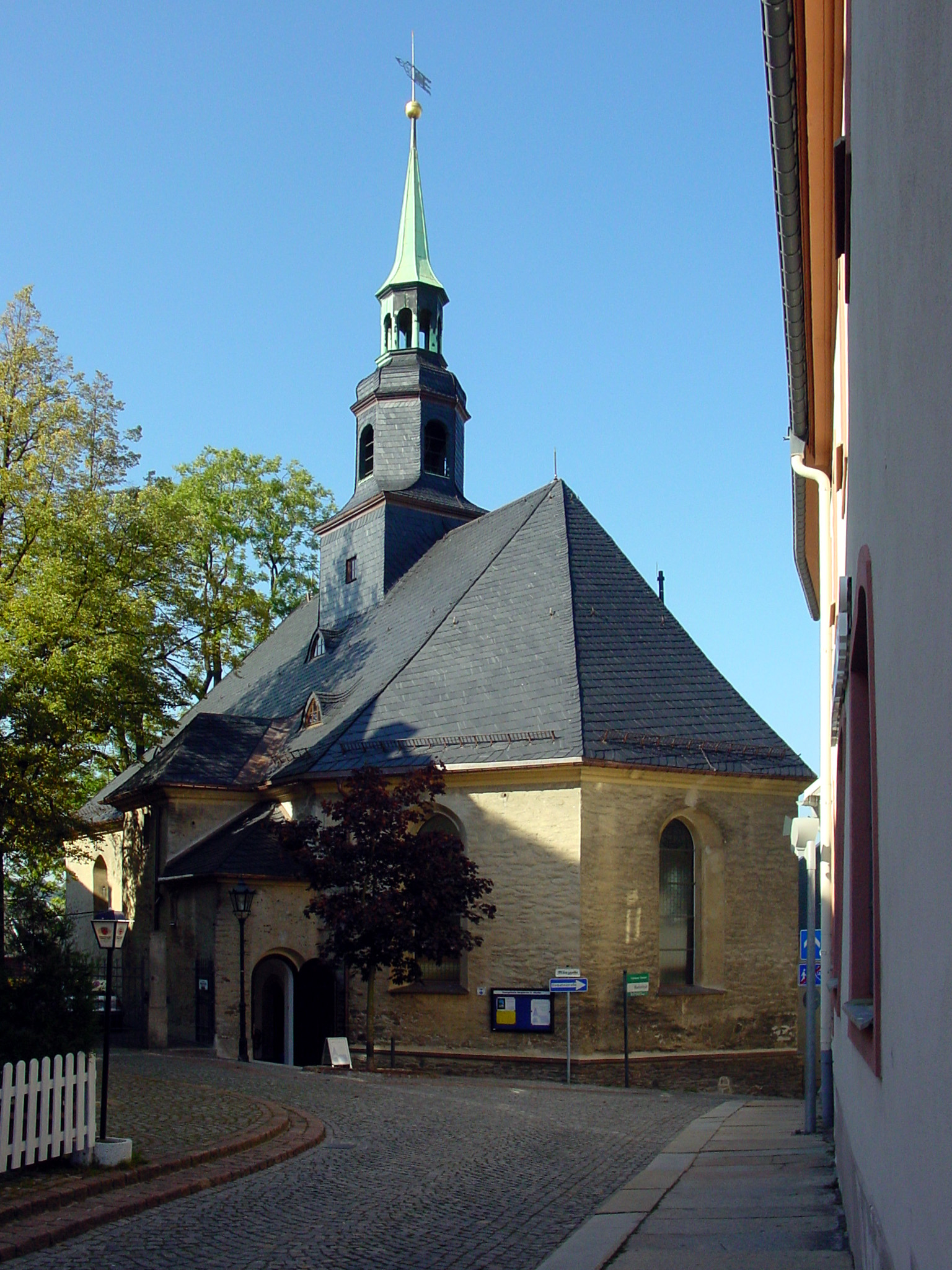
Церква Св. Марії
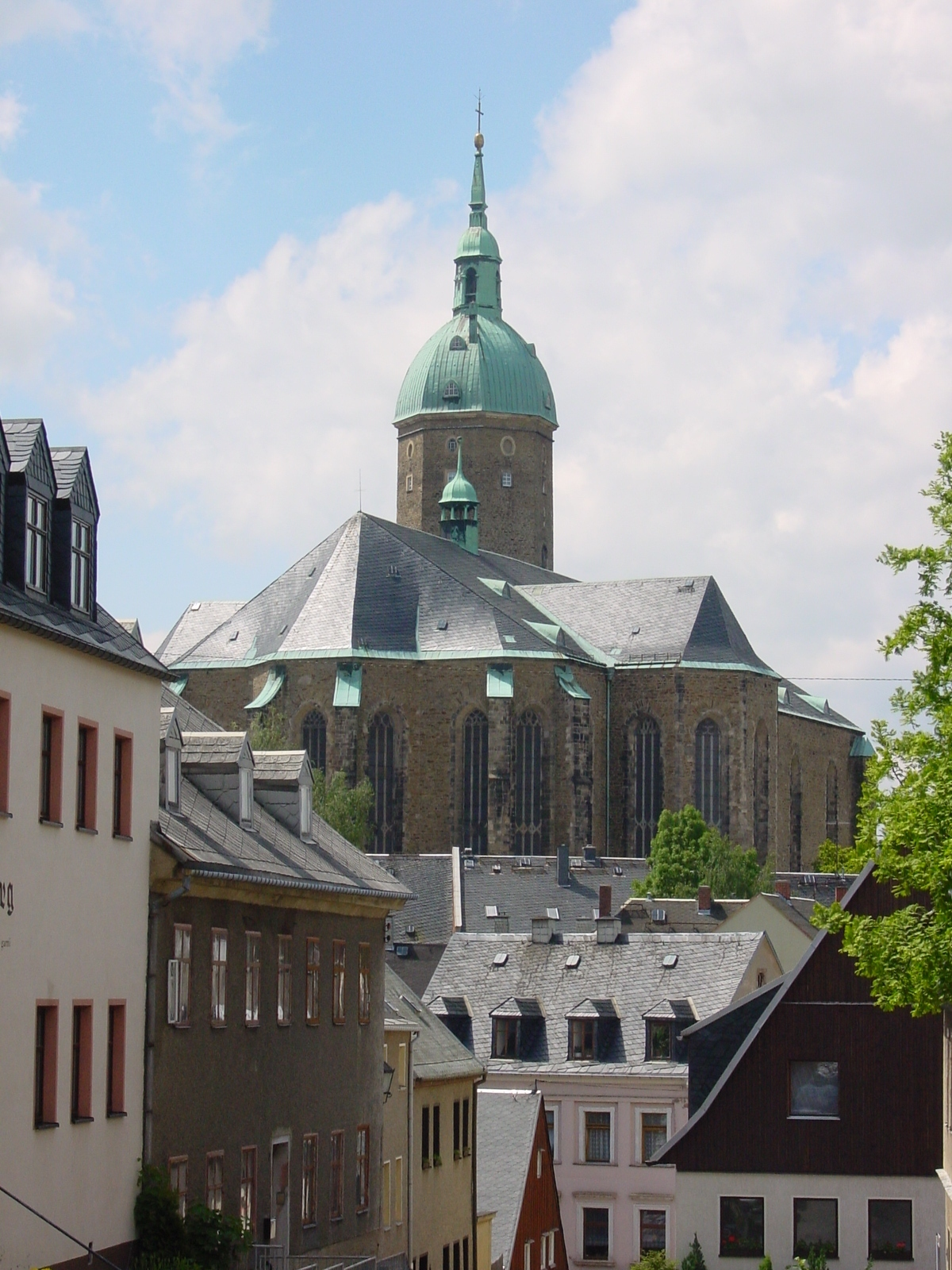
Церква Св. Анни
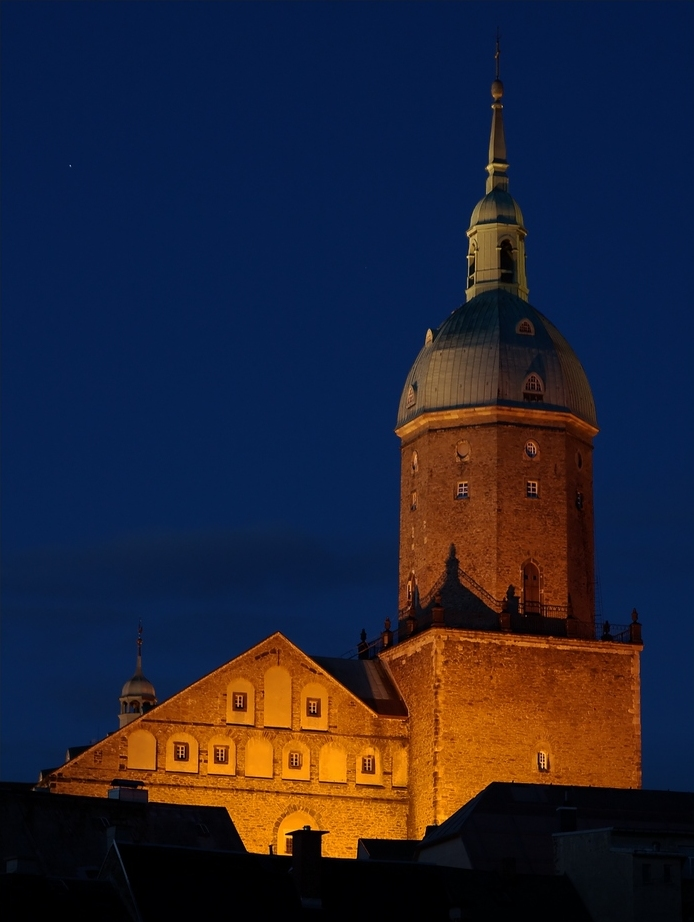
Підсвічена башта церкви св. Анни вночі
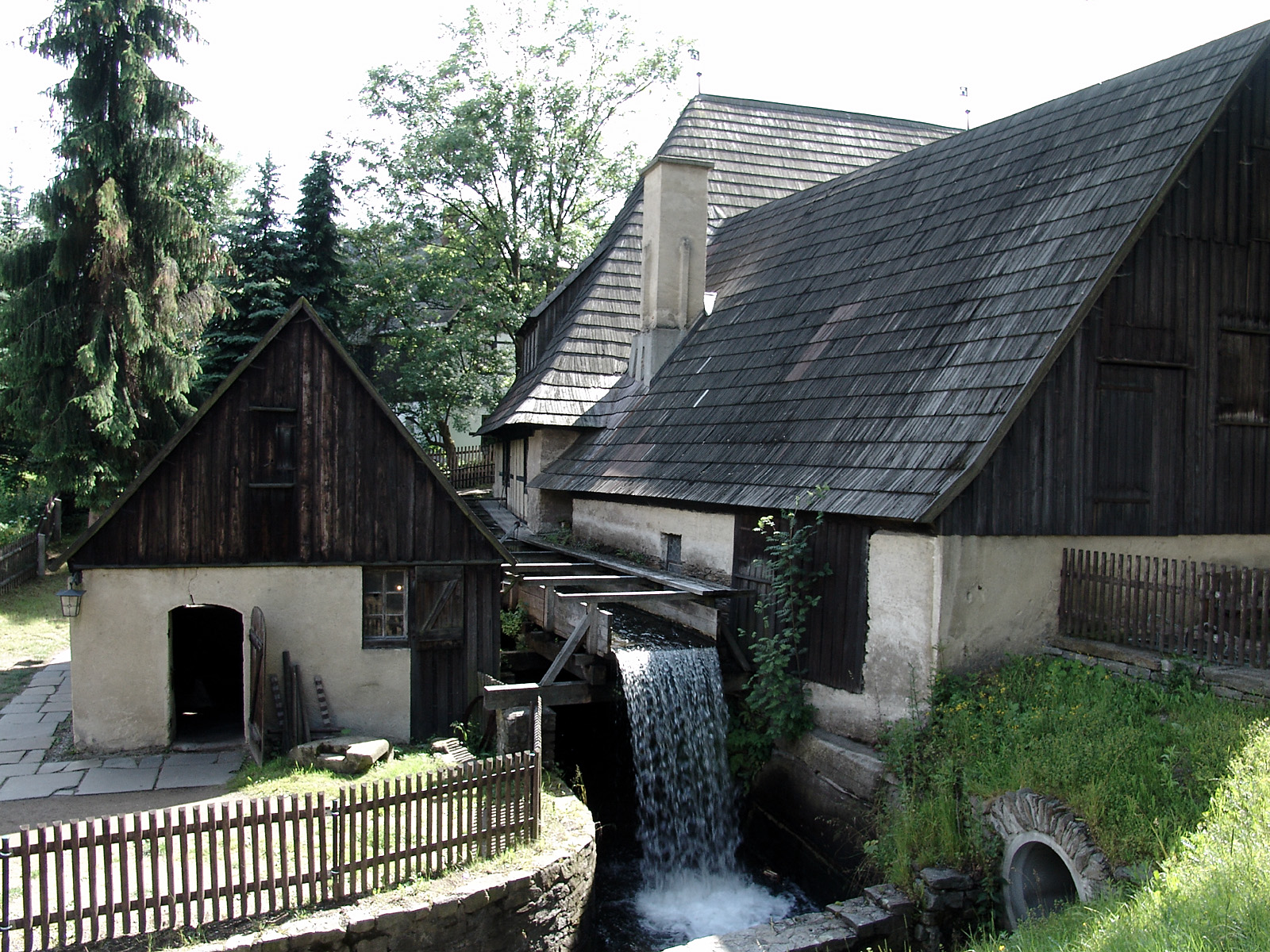
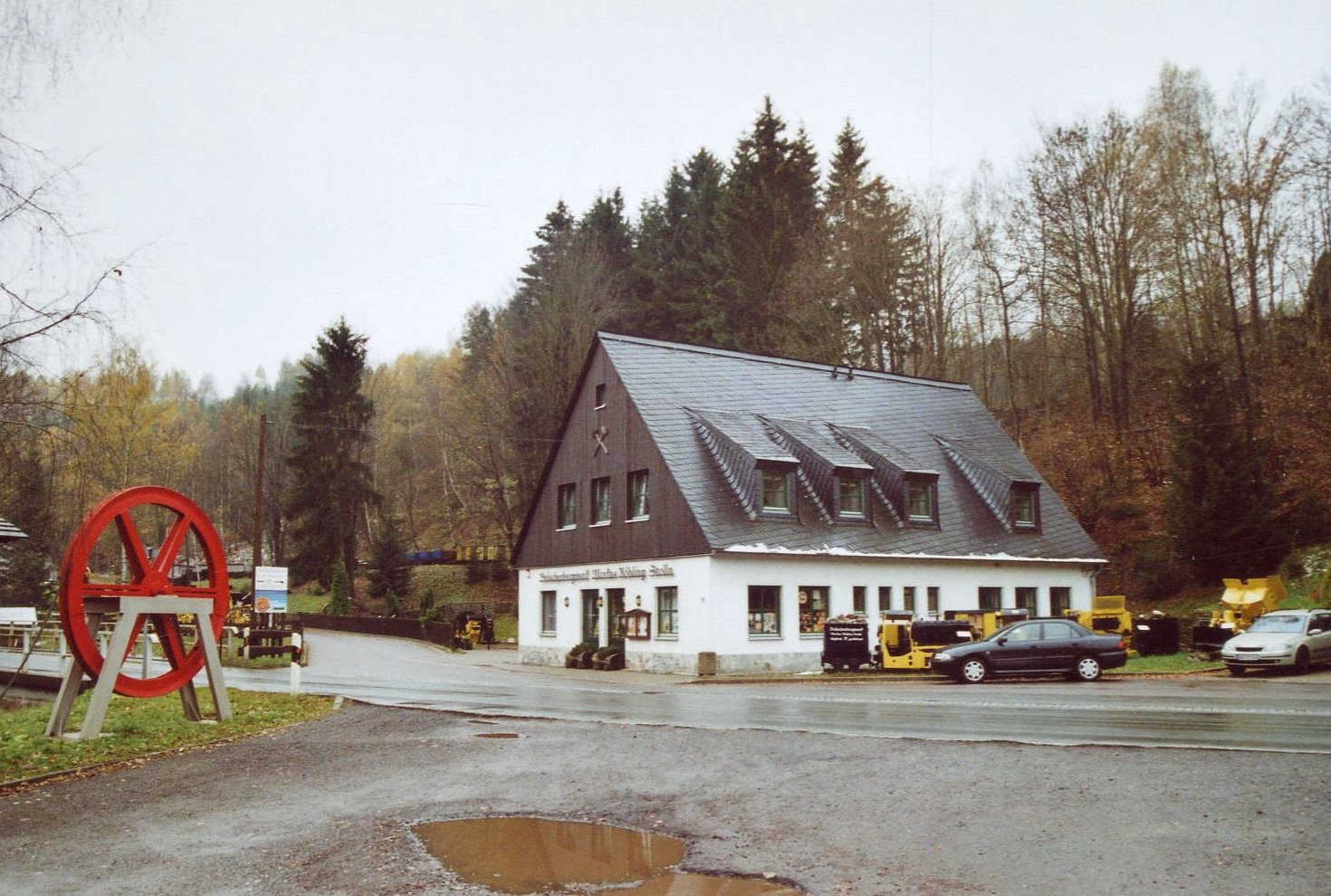
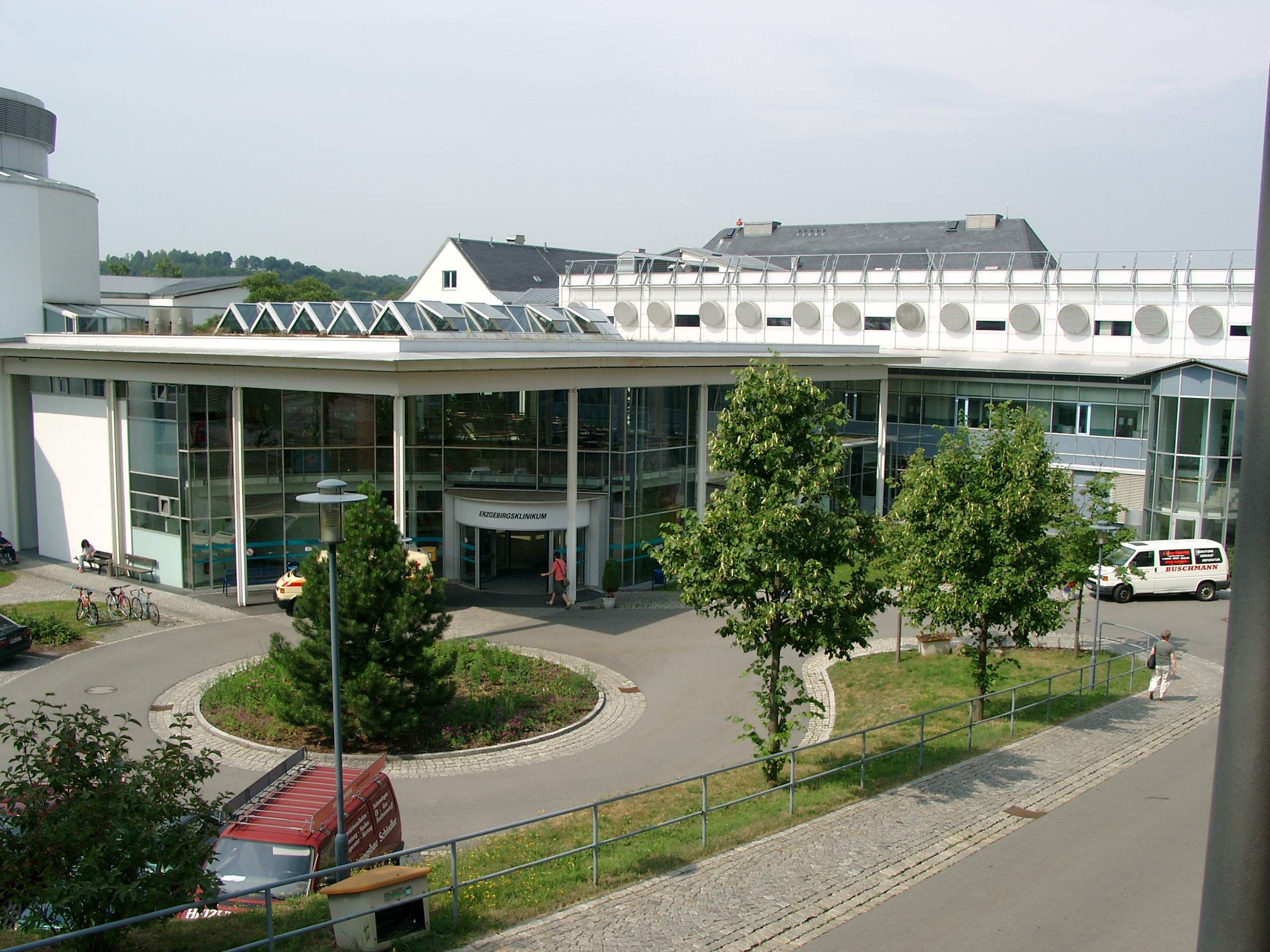
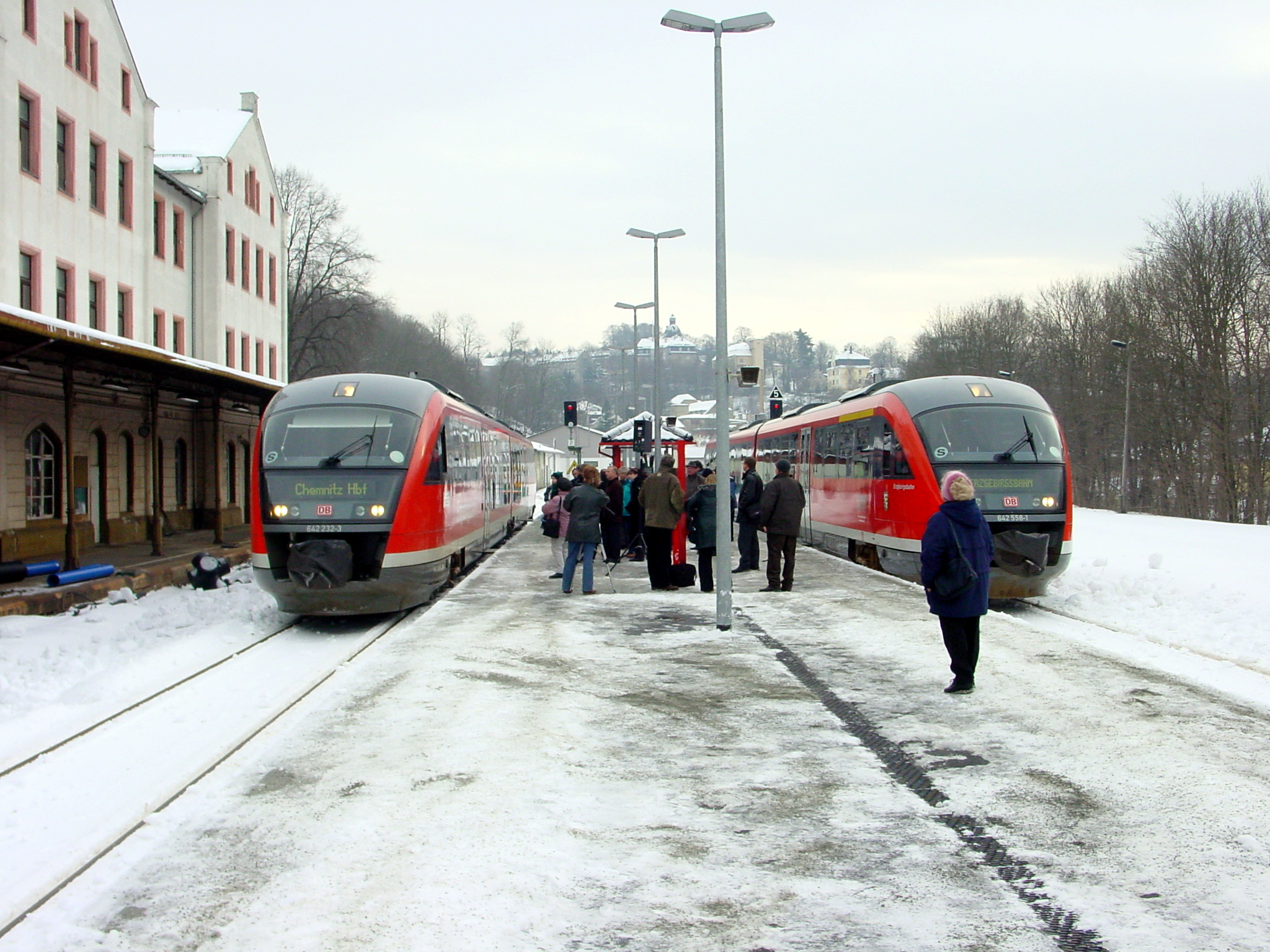
Нижній вокзал (нім. Unterer Bahnhof)
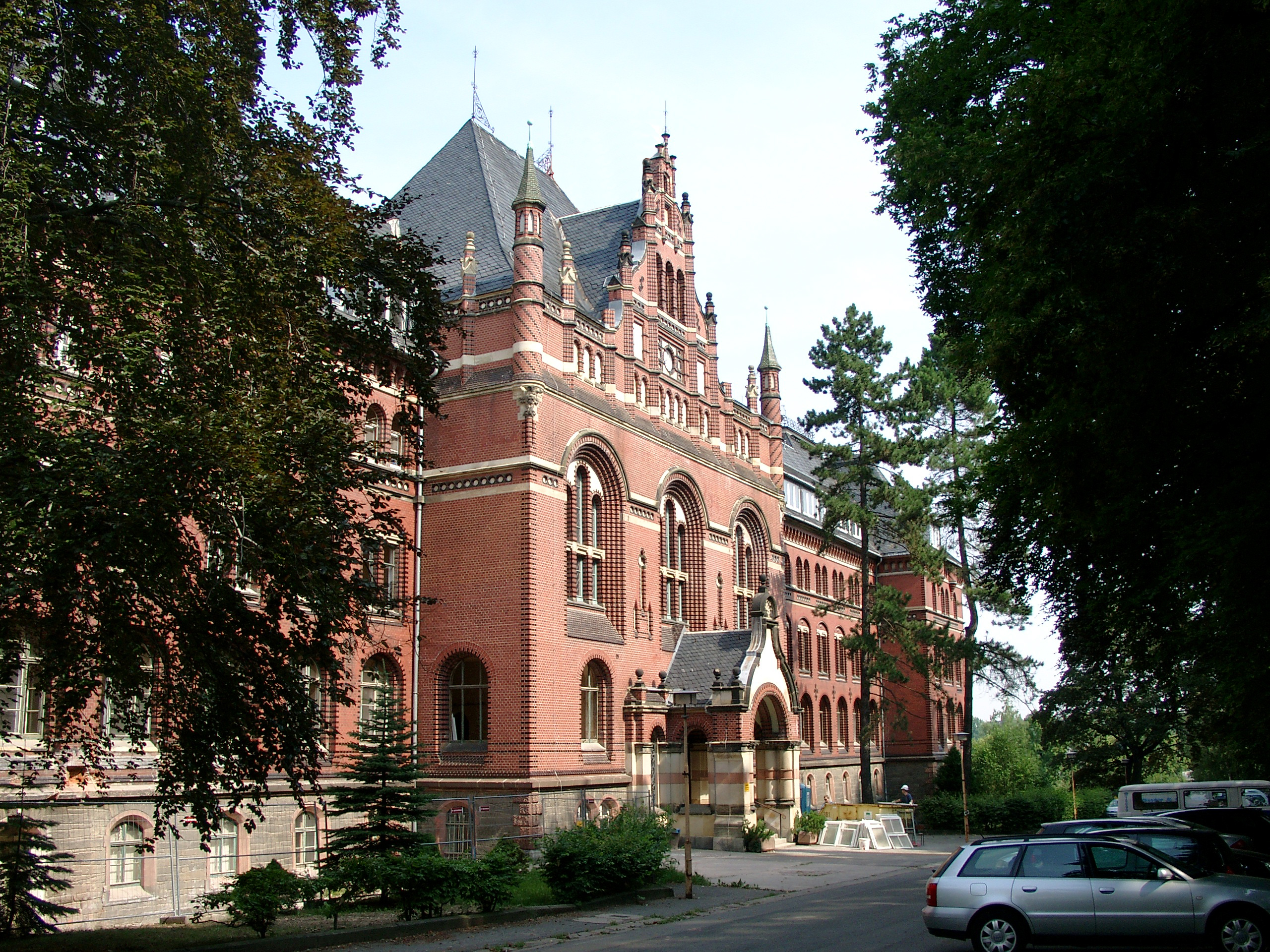
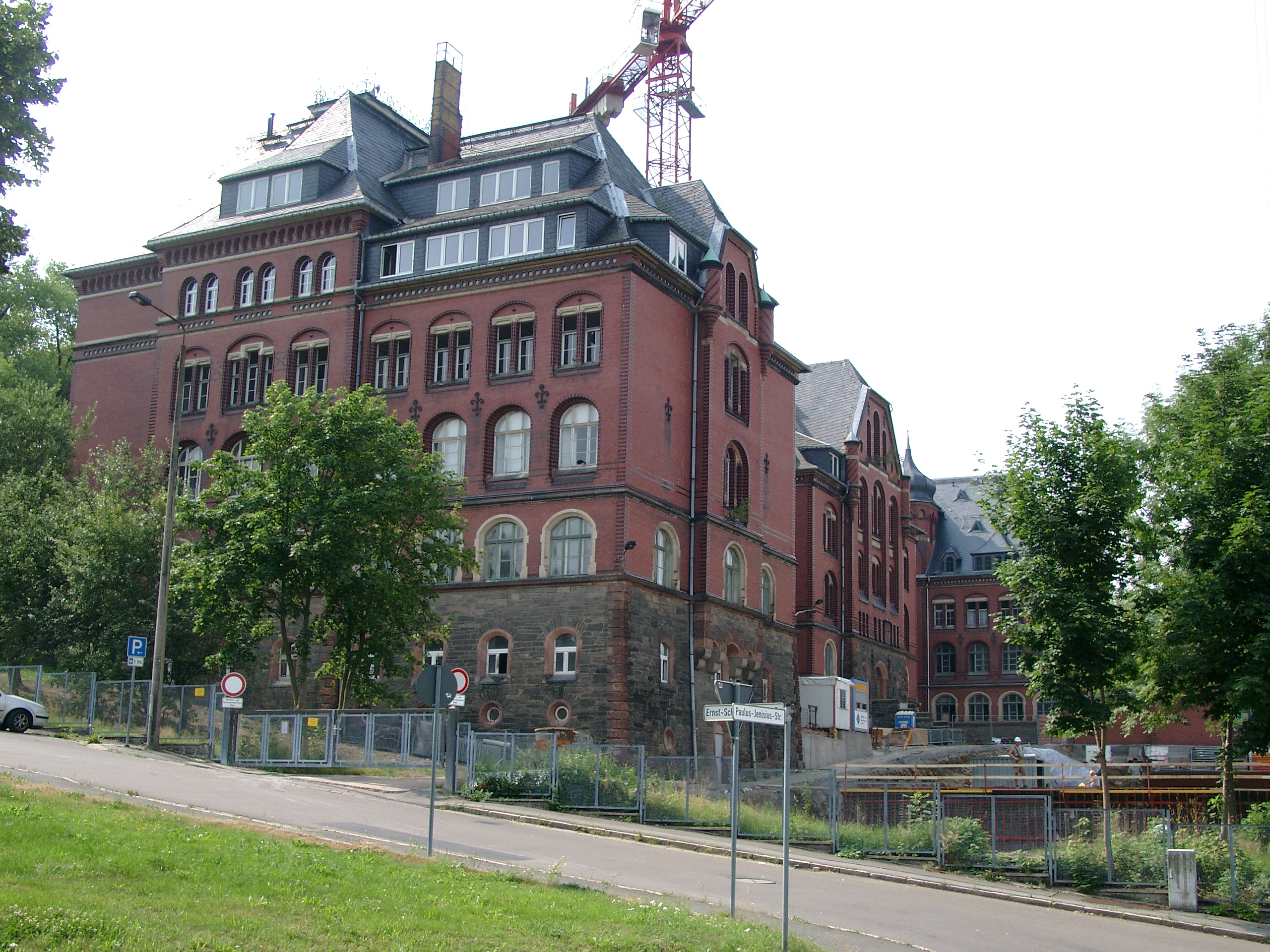
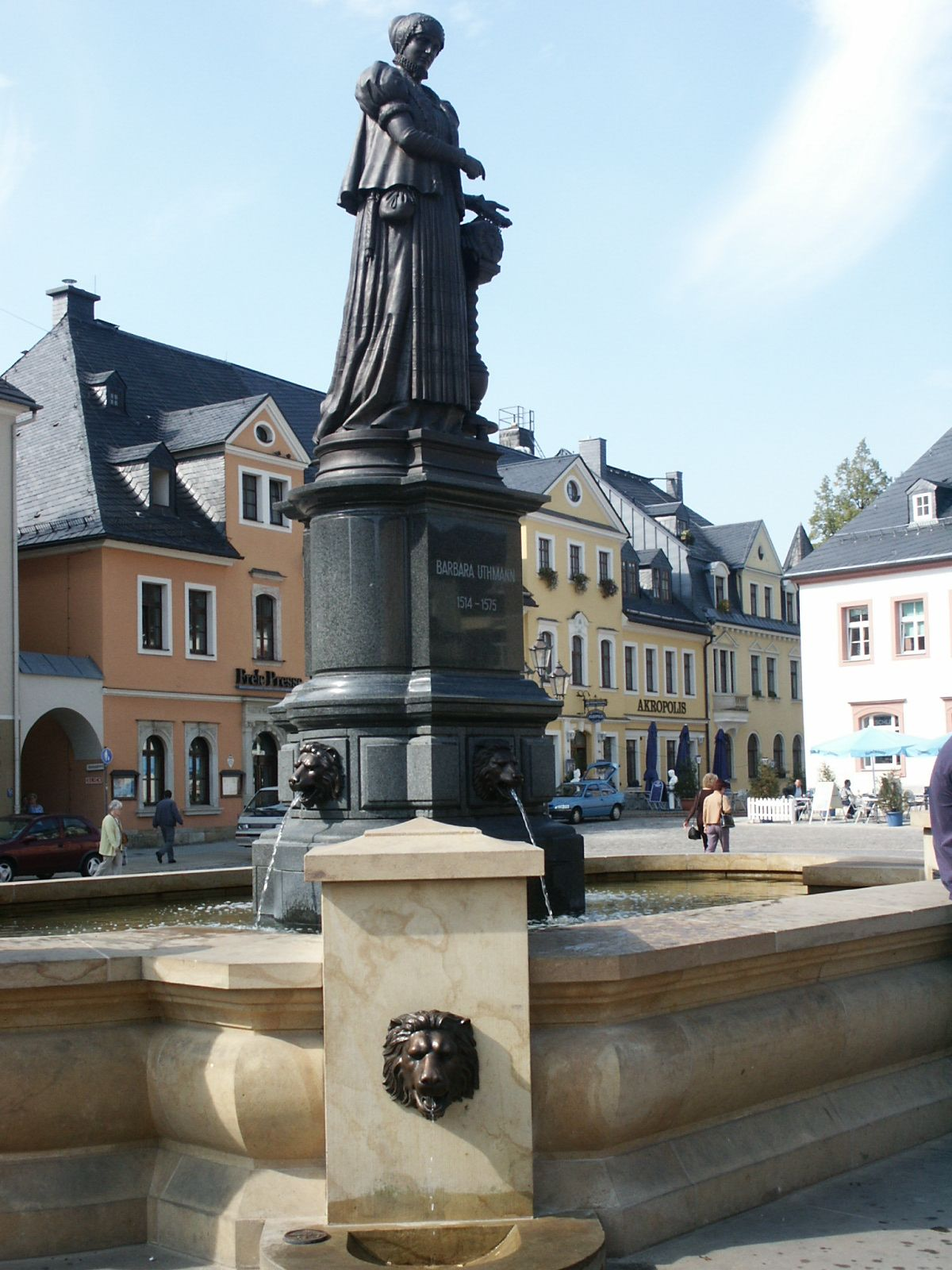